# Cyanolyca
Genre
Le genre Cyanolyca regroupe neuf espèces de « geais bleus » des Amériques, passereaux appartenant à la famille des Corvidae.

## Liste des espèces
D'après la classification de référence (version 2.7, 2010) du Congrès ornithologique international (ordre phylogénique) :
- Cyanolyca armillata – Geai à collier
- Cyanolyca viridicyanus – Geai indigo
- Cyanolyca turcosa – Geai turquoise
- Cyanolyca pulchra – Geai superbe
- Cyanolyca cucullata – Geai couronné
- Cyanolyca pumilo – Geai à gorge noire
- Cyanolyca nanus – Geai nain
- Cyanolyca mirabilis – Geai masqué
- Cyanolyca argentigula – Geai à gorge argentée